# Dötlinger Steingrab
Het Dötlinger Steingrab (ook wel Großsteingrab am Schießstand genoemd) is een megalithisch bouwwerk uit het neolithicum in de Duitse deelstaat Nedersaksen. Het hunebed wordt aangeduid met Sprockhoff-Nr. 944. 

## Kenmerken
Het hunebed ligt in Dötlingen in het Landkreis Oldenburg en is onderdeel van de Straße der Megalithkultur.
Het werd gebouwd tussen 3500 en 2800 v.Chr. en wordt toegeschreven aan de trechterbekercultuur. In de bronstijd werden hier nog personen begraven.
Het ganggraf ligt in de dorpskern van Dötlingen aan de straat Am Steingraf (bij het steengraf). Vlakbij ligt een schietbaan, wat zorgt voor de bijnaam am Schießstand. Aan het begin van de 20ste eeuw werden verschillende stenen van het bouwwerk voor de schietbaan gebruikt. Ook wordt verteld dat er stenen gebruikt zijn voor de bouw van de St. Firminus-kerk in Dötlingen. Daardoor is er nog maar twee derde van het bouwwerk overgebleven.

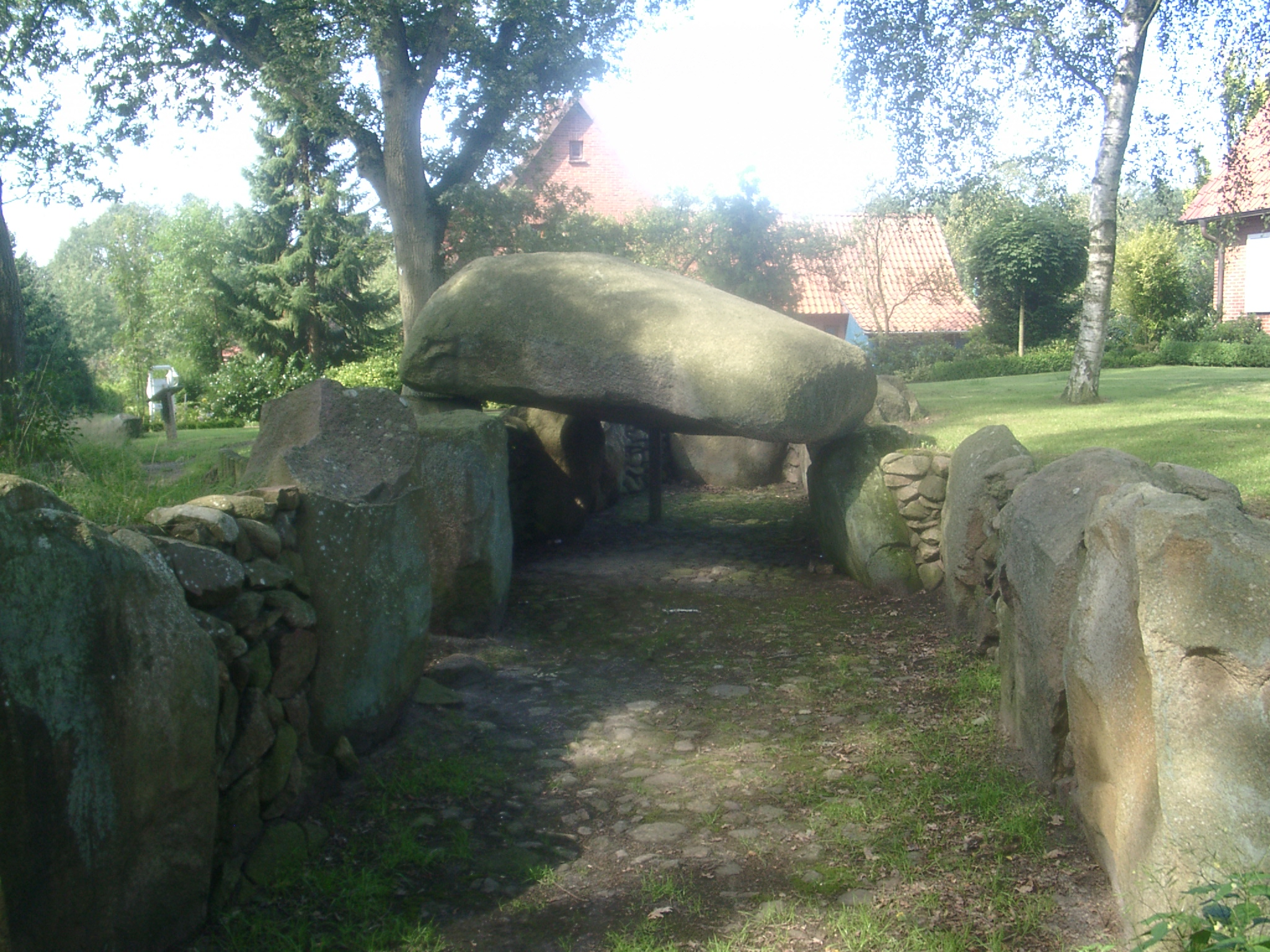
In het gerestaureerde bouwwerk zijn duidelijk de stapelmuren te zien

Het gaat om een gerestaureerd, maar vernield, hunebed met een kamer van 18 meter lang en ca. 2,20 meter breed. Met deze afmetingen overtreft het alle hunebedden in Scandinavië. Het gaat om een type Emsländische Kammer met een oost-west georiënteerde kamer. Er waren oorspronkelijk 22 draagstenen, waarvan nog 15 zijn behouden. Er waren oorspronkelijk minimaal negen dekstenen, waarvan er nog twee zijn overgebleven. De poort bevindt zich iets uit het midden van de zuidelijke kant.
In 1956 en 1958 werden hier uitgebreide opgravingen gedaan. Daarbij werden omvangrijke grafgiften gevonden, zoals sieraden (een ketting van barnsteen), (scherven van) potten gemaakt van klei en ca. 100 van werktuigen van vuursteen. Het bouwwerk werd daarna gerestaureerd, zodat men een goede indruk krijgt van het typische uiterlijk van het hunebed. De tussenruimten tussen de draagstenen werd met zandsteen en aarde gevuld (stapelmuur). De bodem van de grafkamer is met veldkeien geplaveid. 